# جشن أباد (شهرستانة)
جشن أباد (بالفارسية: جشن‌آباد) هي قرية تقع في إيران في قسم شهرستانة الريفي. يقدر عدد سكانها بـ 922 نسمة .